# Engershausen
Engershausen ist ein Ort mit 843 Einwohnern und ist ein Stadtteil von Preußisch Oldendorf im nordrhein-westfälischen Kreis Minden-Lübbecke.

## Geschichte
Engershausen war bis zur Franzosenzeit eine Bauerschaft der Vogtei Oldendorf im Amt Limberg der Grafschaft Ravensberg. Von 1807 bis 1810 gehörte der Ort zum Kanton Oldendorf des napoleonischen Satellitenstaats Königreich Westphalen. Von 1811 bis 1813 gehörte Engershausen unmittelbar zu Frankreich und dort zur Mairie Oldendorf im Arrondissement Minden des Departements der Oberen Ems. 1816 kam Engershausen zum neuen Kreis Rahden, aus dem 1832 der Kreis Lübbecke wurde. Im Kreis Lübbecke gehörte die Gemeinde Engershausen zum Amt Preußisch Oldendorf.
Am 1. Januar 1973 wurde Engershausen durch das Bielefeld-Gesetz in die Stadt Preußisch Oldendorf eingegliedert.

## Persönlichkeiten
- Karl-Friedrich Höcker (1911–2000), SS-Obersturmführer in den Vernichtungslagern Lublin-Majdanek und Auschwitz-Birkenau